# 瑟温卡斯水蛙
瑟温卡斯水蛙（英文名：Sehuencas water frog，学名：Telmatobius yuracare）是一种属于池蟾属的青蛙，该物种是玻利维亚的特有种，其分布在亚热带或热带湿润气候的山地森林、河流与淡水草沼。瑟温卡斯水蛙正受到栖息地破坏威胁，尽管国际自然保护联盟将其列为易危物种，但这一评估状态自2004年以来一直未更新，同时在2008年至2019年间，瑟温卡斯水蛙从未在野外被发现。2008年，一只名为罗密欧的瑟温卡斯水蛙被捕获并饲养于玻利维亚科恰班巴自然历史博物馆（Cochabamba Natural History Museum）的水族馆中，但此后再无任何新个体被发现。在2019年，一支科考团队在玻利维亚发现云雾森林发现5只瑟温卡斯水蛙，两只为雌性，三只为雄性，其中一只雌性正处于繁育年龄。目前，处于繁育年龄雌性瑟温卡斯水蛙已被命名为朱丽叶，在经过健康检查后将与罗密欧进行配对。

## 另見
- 的的喀喀湖水蛙（Telmatobius culeus）
- 胡寧湖巨型水蛙（Telmatobius macrostomus）